# Megumi Sato
Megumi Sato (佐藤 めぐみ 'Satō Megumi', nascută 17 noiembrie 1984) este o actriță japoneză.

## Carieră
Sato a apărut în filmul de thriller lui Sion Sono Exte. Ea a jucat un rol de sprijin în filmul de debut lui Mikio Satake Class Reunion.

## Filmografie

### Filme
- Winning Pass (2004)
- Angel in the Box (2004)
- Peanuts (2006)
- Angel (2006)
- Green Mind, Metal Bats (2006)
- Exte (2007) as Yuki Morita
- Cyborg She (2008)
- L: Change the WorLd (2008) ca Misawa Hatsune
- Kung Fu Kun (2008)
- Hana Yori Dango Final (2008)
- Class Reunion (2008) ca Megumi
- Happy Flight (2008)
- Kamogawa Horumo (2009)
- Kamisama Help! (2010)
- After the Flowers (2010)
- Milocrorze (2011)
- The Castle of Crossed Destinies (2012)
- Sue, Mai & Sawa: Righting the Girl Ship (2013)
- The Complex (2013)

### Televiziune
- Kinpachi-sensei (2001)
- Medaka (2004)
- H2 (2005) ca Satomi Nakata
- Hana Yori Dango (2005) ca Sakurako Sanjo
- Aru Ai no Uta (2006) ca Shiami Shirai
- Sunadokei (2007) ca Ann Minase
- Taiyo no Uta (2006) ca Misaki Matsumae
- Chiritotechin (2007) ca Kiyomi Wada
- Hana Yori Dango Returns (2007) ca Sakurako Sanjo
- Shukujo (2008)